# 7 Kołobrzeski Pułk Piechoty
7 Kołobrzeski pułk piechoty (7 pp) – oddział piechoty ludowego Wojska Polskiego.
Sformowany w Sielcach na podstawie rozkazu nr 95 dowódcy 1 Korpusu Polskich Sił Zbrojnych w ZSRR z 27 grudnia 1943 w oparciu o sowiecki etat pułku strzeleckiego nr 04/501. Wchodził w skład 3 Pomorskiej Dywizji Piechoty im. Romualda Traugutta z 1 Armii WP.
Po zakończeniu działań wojennych pułk dyslokowano do m. Majdanek k. Lublina. Jego II batalion piechoty zakwaterowano w Puławach. W 1962 przeformowany został w 7 Kołobrzeski pułk zmechanizowany.

## Obsada personalna
Dowódcy pułku
- kpt. Włodzimierz Piotrowski (27 XII 1943 – 6 I 1944)
- kpt. Antoni Jabczyński (7 – 17 I 1944)
- mjr Paweł Wierchowodko (18 – 30 I 1944)
- ppłk Stanisław Russijan (31 I 1944 do końca wojny)

Zastępcy dowódcy do spraw liniowych
- ppłk Adam Eustachiewicz (od 4 X 1945)

Odznaczeni Srebrnymi Krzyżami Orderu Virtuti Militari
- por. Leon Bodnar
- ppor. Stanisław Burzak
- sierż. Augustyn Drapała
- ppor. Stanisław Duda
- sierż. Bronisław Kaliciński
- por. Sergiusz Kononkow
- szer. Józef Kowalski
- por. Cezary Kozaczyński
- ppor. Stanisław Latak
- ppor. Andrzej Litwa
- chor. Kazimierz Masiowski
- ppor. Piotr Pieńkowski
- sierż. Wolf Połownikow
- kpt. Hipolit Rudy
- ppłk Stanisław Russijan
- plut. Tadeusz Siekieta
- chor. Wiktor Sobolewski
- por. Eryk Suchanek
- kpt. Wilhelm Tupikowski
- ppor. Aleksander Urbanowski
- plut. Zygmunt Zieliński
- chor. Józef Żeromski

## Skład etatowy
dowództwo i sztab
- 3 bataliony piechoty
- kompanie: dwie fizylierów, przeciwpancerna, rusznic ppanc, łączności, sanitarna, transportowa
- baterie: działek 45 mm, dział 76 mm, moździerzy 120 mm
- plutony: zwiadu konnego, zwiadu pieszego, saperów, obrony pchem, żandarmerii

Razem:
żołnierzy 2915 (w tym oficerów – 276, podoficerów 872, szeregowców – 1765).
Sprzęt:
162 rkm, 54 ckm, 66 rusznic ppanc, 12 armat ppanc 45 mm, 4 armaty 76 mm, 18 moździerzy 50 mm, 27 moździerzy 82 mm, 8 moździerzy 120 mm

## Marsze i działania bojowe
Od chwili sformowania do zakończenia wojny pułk walczył w składzie 3 Dywizji Piechoty. Najcięższe walki stoczył na przyczółku warecko–magnuszewskim, następnie walczył w rejonie Pragi. Na Wale Pomorskim przełamywał pozycje ryglowe pod Nadarzycami i Czaplinkiem.
W Kołobrzegu zdobył południowo–wschodnią część miasta z kościołem św. Jerzego. Odpierał atak desantu morskiego w rejonie dworca kolejowego. W czasie forsowania Odry walczył pod Gozdowicami i Wriezen. Na terenie Brandenburgii sforsował Kanał Hohenzollernów pod Borgsdorfem, walczył pod Linum i Dechtow.
|  |  |  |  |  |

|  |  |  |